# Daniel Dennett
Daniel Clement Dennett (Boston, 28 marzo 1942 – Portland, 19 aprile 2024) è stato un filosofo e logico statunitense le cui ricerche si incentrarono sulla filosofia della mente, la filosofia della scienza e la filosofia della biologia, in particolare nei campi relativi alla biologia evolutiva e alle scienze cognitive.

## Biografia

### Infanzia
Daniel Dennett nacque il 28 marzo 1942 a Boston, nel Massachusetts, dai coniugi Ruth Marjorie e Daniel Clement Dennett Jr. Trascorse parte della sua infanzia in Libano, visti i doveri del padre in qualità di agente segreto presso l'Ufficio dei servizi strategici durante la seconda guerra mondiale, ai tempi addetto culturale presso l'Ambasciata americana a Beirut. A seguito della morte del padre, deceduto in un incidente aereo ancora inspiegato, Dennett e la madre fecero ritorno in Massachusetts.

### Educazione
La vita accademica di Dennett fu segnata dai viaggi intrapresi nelle maggiori università dell'occidente. Si diplomò prima alla Phillips Exeter Academy nel 1959, per poi trascorrere un anno alla Wesleyan University. Nel 1963 ottenne la laurea in filosofia all'Università di Harvard, dove fu studente di W. V. Quine. Nel 1965 conseguì il dottorato in filosofia all'Università di Oxford, dove studiò con Gilbert Ryle ed fu membro dell'Hertford College. Il titolo della sua tesi: La mente e il cervello: descrizione introspettiva alla luce dei risultati neurologici; Intenzionalità.

### Carriera
A seguito delle lauree conseguite, trovò lavoro all'interno dell'ambito accademico. Dopo un breve periodo stabile all'Università della California - Riverside, trascorse il resto della sua carriera alla Tufts University a Medford, in Massachusetts. Qui si sposò con Susan Bell nel 1962, con cui ebbe due figli.

Le sue pubblicazioni furono molteplici (elencate in fondo alla pagina), ma fin dal suo primo libro, intitolato Content and Consciouness, fu possibile riscontrare l'inizio di un percorso che non sarebbe rimasto relegato all'interno di un specifico campo del sapere. Vent'anni di studi (precisamente gli anni '70 e '80 del Novecento) sui contenuti mentali gli permisero di approfondire i problemi più angusti riguardanti gli studi sulla mente, la loro evoluzione e il loro ruolo nella società — ad es. Intelligenza artificiale, neuroscienze, etologia cognitiva, psicologia generale, ecc. — mentre le ricerche sulla coscienza, durate 10 anni (gli anni '90), furono utili all'indagine delle più ardue difficoltà riguardanti tematiche come i disordini della personalità, i metodi di studio, i modelli cognitivi, nonché il così chiamato “problema del sé”. In uno dei suoi più recenti libri, Brainchildren (1998), una collezione di vecchie annotazioni, Dennett trattò una enorme varietà di tematiche: dalla filosofia all'intelligenza artificiale, dall'etica ai pericoli dell'informazione tecnologica fino alla questione dell'animale, incentrata sia sulla percezione del dolore che sull'evoluzione della coscienza. 

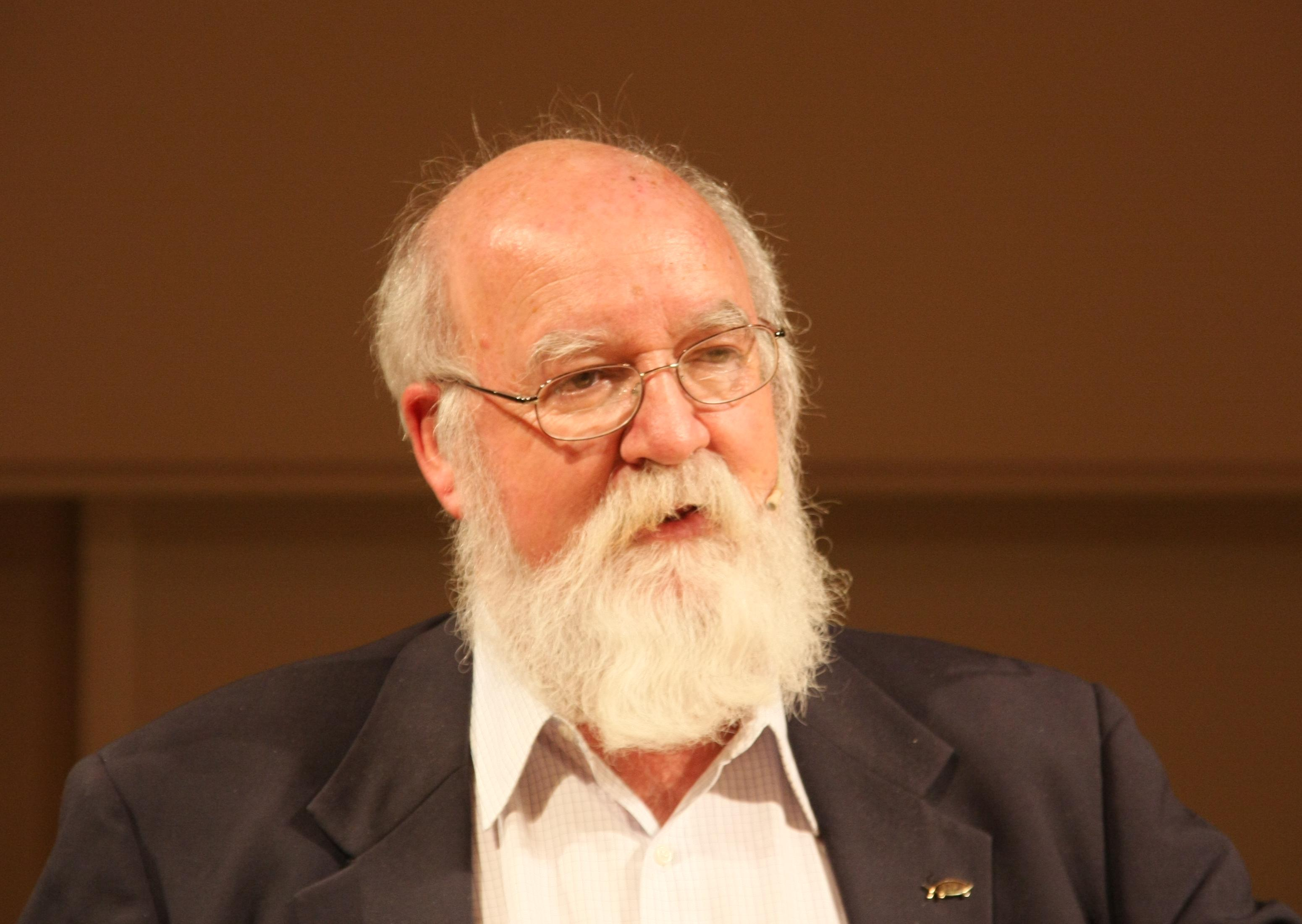
Dennett nel 2008

Dennett divenne famoso anche per uno spiccato senso dell'umorismo e per il suo ottimo rapporto con gli studenti. Fu sempre attento infatti a incoraggiare la formazione di un pensiero indipendente e mai a educare discepoli che si conformassero alle sue idee. Ebbe passione e interesse per vari generi di attività, tra cui l'agricoltura, la navigazione e il canto. Egli stesso si descrisse come "un autodidatta o, più propriamente, il beneficiario di centinaia di ore di tutorial informali su tutti i campi che mi interessano, da alcuni dei principali scienziati del mondo".
Ricevette una Fulbright Fellowship, due Guggenheim Fellowship e una Fellowship presso il Center for Advanced Study in the Behavioral Sciences. Fu membro del Comitato per l'indagine scettica e laureato umanista presso l'Accademia Internazionale dell'Umanesimo. Nel 1994 fu eletto Fellow dell'Association for the Advancement of Artificial Intelligence. Fu nominato Umanista dell'Anno 2004 dall'American Humanist Association.
Nel febbraio 2010 divenne membro della Commissione onoraria della Fondazione Freedom From Religion per illustri successi.
Nel 2012 gli fu assegnato il premio Erasmo, un premio annuale per le persone che hanno dato un contributo eccezionale alla cultura, alla società o alle scienze sociali europee, e nel caso di Dennett "per la sua capacità di tradurre il significato culturale della scienza e della tecnologia ad un vasto pubblico".
Nel 2018, gli fu conferita una laurea honoris causa dall'Università Radboud di Nimega, nei Paesi Bassi, per il suo contributo e influenza sulla scienza interdisciplinare.

### Occupazione
Gli impieghi professionali e sociali di Dennett furono diversi:
- professore di filosofia alla Tufts University e condirettore del Center for Cognitive Studies (dal 2017);
- membro del comitato consultivo della Coalizione Secolare per l'America;[20]
- membro del Committee for Skeptical Inquiry;
- membro del movimento Bright (motivo per cui Dennett fu indicato come uno dei "Quattro cavalieri del nuovo ateismo", insieme a Richard Dawkins, Sam Harris e Christopher Hitchens;[21])
- partecipe del comitato editoriale di The Rutherford Journal.[22]

## Stile e metodo
In qualità di filosofo e scrittore americano, nonché scienziato cognitivista, Dennett fu annoverato fra i pensatori più influenti della contemporaneità. La sua popolarità fu dovuta non solo alle sue idee, ma anche alla sua personalità esuberante e a uno stile di scrittura che lo dipinsero agli occhi dei suoi colleghi come un eretico rispetto ai canoni accademici. Lo stile della sua scrittura fu infatti fortemente caratterizzato dalla tendenza a semplificare e ammorbidire la rigorosità del linguaggio tipicamente scientifico, grazie anche all'influenza di Willard Van Orman Quine e di Gilbert Ryle. Anche Wilfrid Sellars tentò di riagganciare il complicato orizzonte di senso dei concetti scientifici con la quotidianità e il suo linguaggio. Non a caso Dennett stesso ammise la vicinanza filosofica al pensiero di Sellars. La scelta di un approccio popolare e l'utilizzo di tecniche stilistiche di difficile interpretazione non oscurarono, tuttavia, il fatto che a Dennett gli vennero riconosciute dal mondo accademico alti riconoscimenti per i suoi risultati in ambito scientifico.

La figura di Daniel Dennett fu associabile a quella del “filosofo classico”, ovvero una persona dotata di uno scetticismo così particolare e profondo, da suscitare nel prossimo un senso di stranezza. Una delle più importanti eredità di Dennett fu il suo metodo: sfidare e scuotere le assunzioni concettuali più indubitabili e tradizionali, ovvero quelle da lui definite “intuition pumps”. Un esempio ben chiaro e diretto fu il famoso “zombie argument”: 

## Pensiero

### Filosofia naturalista
A metà degli anni '70, in risposta al pessimismo epistemologico di filosofi come Thomas Nagel e Joseph Levine, del parere che la coscienza di un individuo fosse accessibile solo all'individuo che ne fa esperienza, Dennett iniziò a delineare un approccio empirico allo studio della coscienza ambendo all'ideazione di una prospettiva filosofica che purificasse l'indagine scientifica sulla mente da qualsiasi riferimento a entità o proprietà non fisiche. Daniel Dennett stesso descrisse questa prospettiva come "naturalista":
Per Dennett, la filosofia deve essere accolta all'interno del metodo scientifico delle scienze naturali e la filosofia della mente deve integrare i dati delle scienze naturali nella sua spiegazione della coscienza e di altri fenomeni mentali. Non c'è motivo di non considerare la coscienza e la mente come fenomeni naturali in grado di ricevere una spiegazione scientifica.
Il naturalismo di Dennett si oppone quindi direttamente all'idea che i filosofi possano scoprire a priori i limiti della scienza. A suo parere, non esiste un punto di vista privilegiato come l'introspezione o la "filosofia prima", come l'epistemologia o la metafisica, da cui possiamo scoprire o fissare le regole delle scienze naturali. Ma, d'altro canto, a differenza di molti suoi colleghi naturalisti, Dennett non ritiene che dovremmo sempre favorire la scienza rispetto al senso comune.

### Il valore della psicologia popolare
Seguendo Wilfrid Sellars, alcuni filosofi naturalisti ritengono che l'essenziale delle nostre credenze comuni sulla mente costituisca una sorta di "psicologia popolare", o "ingenua", costituita sulla base di nozioni ordinarie come "dolori", "credenze", "desideri ",  ecc. Per i sostenitori del materialismo eliminativo (Quine, Churchland, Stich in particolare) questa forma di psicologia deve essere abbandonata e sostituita dalle conoscenze fornite dalla neuroscienze e dallo studio scientifico del comportamento. Secondo questa prospettiva, la psicologia popolare ci porterebbe a credere nell'esistenza di entità mentali inesistenti e, nonostante, ciò impiegate come principi esplicativi per certi fenomeni naturali. Le entità mentali sarebbero parte di queste funzioni, ma oggi avrebbero comunque un ruolo esplicativo illegittimo nella comprensione del comportamento degli organismi viventi.
Daniel Dennett prende sul serio il discorso del senso comune sugli stati mentali. Sostiene l'idea che i principi della psicologia popolare siano veri in quanto dotati di un forte potere predittivo riguardo al comportamento degli agenti razionali, ma nega che questa verità sia una ragione sufficiente per credere nell'esistenza di particolari entità psichiche che possiedono una logica solo nelle teorie più astratte. Per Dennett, il vocabolario che usiamo allo scopo di descrivere la vita mentale fa parte di una strategia evolutiva che permette di prevedere i comportamenti più significativi di animali e persone. A dimostrazione di ciò, nella quotidianità, siamo in grado di prevedere e spiegare questi comportamenti senza avere una conoscenza profonda e dettagliata della realtà fisica degli agenti.
Sebbene la sua ontologia sia chiaramente materialista, Dennett rifiuta di adottare una posizione di eliminazione radicale volta a rendere obsoleta la psicologia popolare. In teoria, non è esclusa la possibilità che le scienze naturali potrebbero un giorno ideare un metodo che consenta di predire il comportamento umano senza la necessità di un approccio psicologico; ma nella pratica, questo per Dennett non sembra possibile.

### Strategie di previsione del comportamento
Per tenere conto in particolare della specificità della psicologia popolare, Dennett distingue tre tipi di strategia predittiva che corrispondono ai tre livelli di descrizione e spiegazione del comportamento
1. Il livello fisico ("posizione fisica"), dove si svolgono i processi causali che spiegano tutti i fenomeni;
2. Il livello funzionale ("posizione progettuale"), corrispondente al programma operativo di una macchina o di un organismo interpretato come una macchina.
3. Il livello dell'intenzionalità ("posizione intenzionale"), ovvero l'ambito della psicologia popolare, specifico per l'interpretazione del comportamento degli agenti "razionali"

Per Dennett, una descrizione o una spiegazione del comportamento in termini di intenzionalità ci consente di rinunciare ai livelli più sottili e complessi di comprensione, vale a dire il livello fisico e quello funzionale. Se adottiamo una "strategia interpretativa" (posizione intenzionale) per quanto riguarda un sistema - organismo o macchina - il sistema in questione è trattato come un agente intenzionale o razionale, ossia un essere che agisce secondo le sue convinzioni e i suoi desideri per determinati fini. Data la posizione del sistema nel suo ambiente e i suoi interessi (interesse a sopravvivere e procreare in particolare), attribuiamo ad esso le credenze e i desideri che sono razionali per esso: su questa base, ne prevediamo il comportamento. Si parla di "sistema intenzionale" se la maggior parte di queste previsioni ha esito positivo e se non esiste un altro metodo di previsione che abbia lo stesso successo. Infine, oltre a spiegare vari aspetti del comportamento umano, l'intenzionalità è un criterio esplicativo che ha fornito impressionanti risultati utili all’etologia cognitiva e all’economia.
A differenza della strategia dell'interprete, che implica essenzialmente la conoscenza dell'apparente comportamento di un agente in situazioni mutevoli, la "posizione fisica" consiste nel prevedere il comportamento di un sistema sulla base della sua composizione fisica, e testare queste previsioni in esperimenti scientifici. Qualcosa è un "sistema fisico" se questo metodo di previsione viene applicato con successo ad esso. Quando possibile, è il metodo di previsione e spiegazione più affidabile, ma anche il più complesso.
A livello intermedio, la "strategia del tecnico" (posizione progettuale) consiste nel prevedere il comportamento di un sistema sulla base delle sue proprietà funzionali . È questo atteggiamento che ad esempio adotta un utente medio verso il suo computer, un cuoco verso gli utensili da cucina o persino un telespettatore verso il suo telecomando. Quando adottiamo questa strategia, non siamo interessati alla composizione fisica del sistema, ma solo alla sua funzione. Qualcosa è un "sistema funzionale" se questo metodo di previsione fornisce risultati che la strategia del fisico non consente di raggiungere.

### La coscienza nella sua concezione più diffusa
Descartes è considerato da molti l'iniziatore della filosofia moderna. A Dennett interessano in modo particolare due delle sue tesi più importanti. La prima è la teorizzazione della coscienza nei termini di un'entità disincarnata di cui non è possibile dubitare l'esistenza. La seconda è la concezione che oggi prende il nome di "dualismo cartesiano". Molto brevemente, Descartes elabora l'esistenza di due realtà separate, ma interconnesse: la res cogitans è la dimensione del pensiero, dove ha sede la coscienza, mentre le res extensa è la dimensione della corporeità. Dennett si pone con un approccio fortemente critico verso entrambe queste posizioni. Innanzitutto egli afferma che la coscienza altro non è che un'illusione, e in seguito accusa la contemporaneità di essere ancora influenzata dall'impostazione cartesiana della coscienza, e quindi di averne assorbito gli stessi errori. Oggi, il principale discendente di questa concezione è quello che Dennett chiama il modello del "teatro cartesiano", originatosi dalla tendenza a caratterizzare l'esperienza cosciente come un punto di vista unificato, simile a una specie di spettatore disincarnato. È questa concezione che è al centro della teoria computazionale della mente formulata da Jerry Fodor. Questa teoria si baserebbe su una doppia credenza ereditata dalla visione cartesiana:
- la credenza dell'esistenza nel cervello di un luogo unico e unificato in cui arrivano le informazioni ed avvengono le decisioni
- la credenza dell'esistenza di rappresentazioni mentali che in qualche modo raddoppiano le informazioni a livello di coscienza. Le nostre rappresentazioni apparirebbero quindi in un luogo simile a un palcoscenico.

Dennett critica severamente questa interpretazione della coscienza:
"L'idea che esista un centro speciale nel cervello è la peggiore e più tenace di tutte le idee che avvelenano i nostri modi di pensare alla coscienza. »
Attraverso la sua critica al teatro cartesiano, Dennett mira a distogliere filosofi e scienziati dalla persistente influenza della filosofia di Cartesio. La maggior parte dei filosofi sembra cercare di comprendere la soggettività, per così dire, dall'interno. Cominciano con quella che credono essere la prova incorruttibile dell'esperienza soggettiva, e da lì provano a definire la natura della coscienza; ma proseguendo per questa strada si rischia di cadere vittime di quelle che Dennett chiama "intuitions pumps" (nella letteratura inglese, l’espressione si riferisce generalmente a un esperimento mentale di qualsiasi tipo).
Ora, se accettiamo il postulato elementare secondo cui il cervello è l'organo principale della vita mentale, una concezione della coscienza come Cartesio l'ha teorizzata, è errata, poiché non esiste nel cervello un Sé o un "omuncolo" responsabile di tutte le nostre parole e di tutte le nostre azioni, proprio come non c'è un unico sito nel cervello che possa essere identificato come il luogo della coscienza.
Dennett chiama il "materialismo cartesiano" la convinzione dell'esistenza di un simile posto nel cervello "perché è la concezione verso la quale sei guidato quando abbandoni il dualismo di Cartesio, ovvero quell'immagine di un teatro centrale (materiale) in cui "tutto si riunisce". Questa è una falsa convinzione perché non esiste un singolo punto nel cervello a cui tutte le informazioni siano convogliate, come sostiene in particolare Jerry Fodor.

### Il modello MDM
Dennett propone una concezione alternativa del funzionamento della mente: il modello delle "versioni multiple" (“Multiple Draft Model” - MDM). Questo modello stabilisce che tutta l'attività mentale è svolta da una moltitudine di processi cognitivi che si svolgono in parallelo senza dover convergere in un centro di elaborazione delle informazioni:
Mentre tendiamo a supporre che i processi mentali debbano alimentare, da una qualche parte, un centro di elaborazione finale all'interno del quale il cervello potrebbe raccogliere i risultati di molti sottoprocessi a un livello più o meno consapevole, il modello di Dennett è completamente privo di questa fase di elaborazione. Per Dennett, ogni sottoprocesso neurale è già un evento mentale.
Si ritiene che la teoria delle versioni multiple vada oltre il fatto ampiamente riconosciuto secondo cui la cognizione è divisa in più correnti di elaborazione delle informazioni nel cervello. Dennett è davvero interessato alle conseguenze filosofiche indotte dal riconoscimento dell'inesistenza di un punto centrale verso cui convergono tutte queste correnti. Una di queste conseguenze è l'assenza di un luogo nel quale le informazioni vengono infine inviate per essere duplicate sotto forma di rappresentazioni. Dennett ha quindi sviluppato argomentazioni e alcuni esperimenti di pensiero per dimostrare che in realtà non esiste alcun " io  ", come non esiste alcuna "interiorità" in cui verrebbe ospitata la mia presunta soggettività. Nella migliore delle ipotesi, il sé cosciente sarebbe solo un raggruppamento momentaneo di funzioni a volte collegate da una narrazione.
Inoltre, come aveva già dimostrato Alan Turing con la sua macchina universale, l'intelligenza può essere suddivisa in una serie di compiti che possono essere eseguiti da una macchina semplice. I processi che avvengono nel cervello sono tutti meccanismi realizzati da piccole macchine, abilmente sviluppati dalla selezione naturale per fare il loro lavoro, senza nessuno spettatore nel teatro cartesiano che supervisiona o conosce. Queste piccole macchine eseguono una serie di processi di discriminazione delle informazioni e producono, nel mentre, un flusso di elementi di coscienza. Questo flusso è instabile e corrisponde ai pochi momenti in cui i processi mentali si combinano per formare un sentimento di piena e completa coscienza. È quindi con un atto di illusione retrospettiva che attribuiamo a tutti i nostri atti mentali l'idea che siano coordinati da una singola coscienza.
Dennett propone una metodologia che si basa sulla ricerca empirica e lo sviluppo di teorie neuroscientifiche. Il suo pensiero si è caratterizzato su studi di ogni genere riguardanti lo sviluppo della coscienza compreso, il fenomeno delle allucinazioni. Ciò gli ha permesso di elaborare una teoria sui meccanismi di apprendimento propri dei neuroni, e di anticipare numerose teorie, tra cui il paradigma dell'elaborazione predittiva.
Dennett ritiene che il pensiero freudiano sul funzionamento della nostra coscienza avrà l'ultima parola rispetto a chi crede in un funzionamento della mente secondo il modello cartesiano. Egli sostiene che tutto il controllo dei sistemi nervosi dipenda da segnali emozionali e che non sia presente un centro di elaborazione così come è rappresentato nei modelli GOFAI. Quindi, sempre secondo Dennett, i conflitti tempestosi tra le componenti emotive della mente sono proprio le dinamiche che sottostanno alla res cogitans.
I sogni sono un altro aspetto importante nelle teorie sulla coscienza di Dennett. A suo parere, il modello junghiano, secondo cui i sogni sono delle materializzazioni dell'attività inconscia attraverso immagini o simboli, può essere il punto di partenza verso nuove ricerche sul funzionamento della nostra coscienza.
In base a questo Dennett propone di studiare la coscienza anche attraverso una sua perturbazione, ossia attraverso la stimolazione del cervello mediante sostanze psicoattive. In particolar modo si parla di terapie mediante l'uso di farmaci psichedelici. Afferma che non si può avere un'idea della coscienza nel suo complesso se non la si riesce a vedere completamente, e per farlo dobbiamo imparare ad uscire dal nostro sé - vedere il tutto e da che cosa esso sia composto. Nonostante il filosofo si presti ad avere una mentalità aperta sulle possibili sperimentazioni in campo terapeutico di sostanze psicoattive, si dimostra cauto e prudente nell'incoraggiarne l'uso, ovviamente dedicato alla pura attività terapeutica.

### Il libero arbitrio
Mentre è un compatibilista confermato sul libero arbitrio, in "Dare ai libertari ciò che dicono che vogliono" - capitolo 15 del suo libro Brainstorms del 1978 - Dennett ha articolato il caso di un modello decisionale in due fasi in contrasto con la visione libertaria.
Mentre altri filosofi hanno sviluppato modelli a due stadi, tra cui William James, Henri Poincaré, Arthur Compton e Henry Margenau, Dennett difende questo modello per i seguenti motivi:
1. Primo ... La selezione intelligente, il rifiuto e la ponderazione delle considerazioni che sorgono sul soggetto è una questione di intelligenza che fa la differenza.
2. Secondo, penso che essa installi l'indeterminismo nel posto giusto per il libertario, sempre se esiste un posto giusto.
3. Terzo ... dal punto di vista dell'ingegneria biologica, è solo più efficiente e alla fine più razionale che il processo decisionale dovrebbe avvenire in questo modo.
4. Una quarta osservazione a favore del modello è che esso permette all'educazione morale di fare la differenza, senza fare tutta la differenza.
5. Quinto — e penso che questa sia forse la cosa più importante da dire a favore di questo modello — fornisce un resoconto della nostra importante intuizione che siamo gli autori delle nostre decisioni morali.
6. Infine, il modello che propongo indica la molteplicità delle decisioni che circondano le nostre decisioni morali e suggerisce che in molti casi la nostra decisione finale su come agire è fenomenologicamente meno importante per spiegare il nostro senso di libero arbitrio rispetto alle decisioni precedenti, influenzando il nostro stesso processo di deliberazione: la decisione, ad esempio, di non considerare ulteriormente, di interrompere la deliberazione; o la decisione di ignorare determinate linee di indagine.»

I principali filosofi libertari come Robert Kane hanno respinto il modello di Dennett, in particolare l'affermazione secondo cui la casualità di una possibilità è direttamente coinvolta in una decisione, sulla base del fatto che credono che ciò elimini i motivi e le ragioni dell'agente, il carattere e i valori, i sentimenti e i desideri. Sostengono che, se il caso è la causa principale delle decisioni, gli agenti non possono essere responsabili delle azioni risultanti. Kane dice:
[...] Ma allora non ci sono più possibilità. Ciò che accade da allora in poi, come reagisce, è "determinato" dai desideri e dalle convinzioni che già possiede. Quindi sembra che non abbia il controllo nel senso "libertario" di ciò che accade dopo che si verificano anche le considerazioni casuali. I libertari hanno bisogno di più di questo per la piena responsabilità e il libero arbitrio.»

### Il dibattito sull'evoluzionismo
Dagli anni '90, Dennett si occupa della revisione delle sue idee precedenti, in relazione al tema dell'evoluzione. Nel 1995 viene pubblicato "Darwin's Dangerous Idea" (DDI), un capolavoro in materia di filosofia della biologia. Le due tesi principali del volume DDI sono le seguenti.
1. La teoria dell’evoluzione di Darwin è un ‘acido universale’ che smaschera e dissolve le teorie pseudoscientifiche.
2. La teoria di Darwin si scontra con le più tradizionali istanze morali, ma si riflette, d’altra parte, verso le filosofie meno conosciute e meno nominate, come ad esempio il liberalismo occidentale.[42]

Ciò comporta la partecipazione attiva di Dennett al dibattito sulla teoria dell’evoluzione: l’adattazionismo VS l’idea di un’evoluzione fondata meramente sull’intelligenza pratica; l’omogeneità dell’evoluzione VS l’equilibrismo di Stephen Jay Gould; il ruolo della eredità genetica, dei cambiamenti climatici e di vari fattori accidentali. A seguito della natura controversa di alcune sue dichiarazioni, Dennett viene considerato un ‘ultra-Darwiniano’ - certo le risposte non sono mancate. Una delle più importanti affermazioni incluse in DDI è l’idea secondo cui il linguaggio è la chiave per capire non solo la propria mente e quella altrui, ma ci permetterà anche di comprendere le verità più nascoste dell’universo e della sua fisica. Avendo il dono del linguaggio, l’evoluzione ha posto una differenza biologica fondamentale tra chi possiede la capacità di articolare parole e frasi di senso compiuto, in vista di una comunicazione, e chi no. Questa concezione è la base teorica del suo prossimo libro, Kinds of Minds, nel quale racchiude in un'unica prospettiva diverse considerazioni sulla natura dell’intenzionalità.
Dennett vede l'evoluzione per selezione naturale come un processo algoritmico (sebbene spieghi che gli algoritmi semplici, come una lunga divisione, spesso incorporano un grado significativo di casualità ). Questa idea è in conflitto con la filosofia evolutiva del paleontologo Stephen Jay Gould, che ha preferito sottolineare il "pluralismo" dell'evoluzione (cioè la sua dipendenza da molti fattori cruciali, di cui la selezione naturale è solo una).
Le opinioni di Dennett sull'evoluzione sono identificate come fortemente adattazioniste, in linea con la sua teoria della posizione intenzionale e le opinioni evolutive del biologo Richard Dawkins. In Darwin's Dangerous Idea, Dennett si è mostrato ancora più disposto di Dawkins a difendere l'adattazionismo, dedicando un intero capitolo a una critica delle idee di Gould. Ciò deriva dal lungo dibattito pubblico di Gould con E. O. Wilson e altri biologi evoluzionisti sulla sociobiologia umana e la sua discendente psicologia evolutiva, a cui Gould e Richard Lewontin si opposero, ma che Dennett sostenne, insieme a Dawkins e Steven Pinker . Gould ha sostenuto che Dennett ha esagerato e travisato le sue affermazioni per rafforzare quello che Gould descrive come il "fondamentalismo darwiniano" di Dennett.

### Un resoconto di religione e moralità
In L'idea pericolosa di Darwin, Dennett afferma che l'evoluzione può spiegare l'origine della moralità. Rifiuta l'idea della fallacia naturalistica, come pure l'idea che l'etica si trovi in un regno fluttuante: l'errore consiste nel passaggio indebito dai fatti ai valori.
Nel suo libro del 2006, Breaking the Spell: Religion as a Natural Phenomenon (Rompere l'incantesimo), Dennett tenta di spiegare le credenze religiose in modo naturale, mostrando le possibili ragioni evolutive del fenomeno dell'adesione religiosa.
Durante svariate ricerche su chierici segretamente atei e razionalisti, Dennett trova quella che ha definito una cospirazione "non chiedere, non dire". I credenti non volevano sapere della perdita della fede: si sentivano isolati, ma non volevano perdere il lavoro o loro alloggi forniti dalla chiesa e generalmente si consolavano che stavano facendo del bene nei loro ruoli pastorali fornendo conforto e rituale richiesto. La ricerca, con Linda LaScola, fu ulteriormente estesa per includere altre confessioni e religiosi non cristiani. Le ricerche e le storie accumulate da Dennett e LaScola durante questo progetto sono state pubblicate nel loro libro del 2013, Caught in the Pulpit: Leaving Belief Behind .

### Intelligenza artificiale
Mentre approva l'aumento dell'efficienza protratto dall'utilizzo di risorse, come sistemi esperti in medicina o GPS nella navigazione, Dennett vede un pericolo nelle macchine che svolgono una proporzione sempre crescente di compiti di base (percezione, memoria e calcolo algoritmico), vista la tendenza delle persone ad antropomorfizzare tali sistemi e attribuire loro poteri intellettuali che non possiedono. Il pericolo più rilevante dell'IA sembra essere che gli individui fraintendano la natura dei sistemi di intelligenza artificiale, definendoli "parassiti", piuttosto che impiegarli in modo costruttivo per sfidare e sviluppare i poteri di comprensione dell'utente.
Come indicato nel suo libro più recente, From Bacteria to Bach and Back, le opinioni di Dennett sono in contraddizione con quelle di Nick Bostrom . Pur riconoscendo che "in linea di principio" è possibile creare un'intelligenza artificiale con una comprensione e un agire simili all'uomo, Dennett sostiene che le difficoltà di un simile progetto di "intelligenza artificiale forte" sarebbero ordini di grandezza maggiori di quelli che hanno finora suscitato preoccupazioni. Secondo Dennett, la prospettiva della super intelligenza (intelligenza artificiale che supera enormemente le prestazioni cognitive degli umani in tutti i settori) è lontana almeno 50 anni e ha un significato molto meno pressante di altri problemi che il mondo deve affrontare.

### Altre opinioni filosofiche
Dennett ha scritto e sostenuto la nozione di memetica come strumento filosoficamente utile, più recentemente nel suo "Brains, Computers and Minds", una presentazione in tre parti attraverso la Distinguished Lecture Series di MBB 2009 di Harvard.

È stato critico nei confronti del postmoderno, dopo aver detto: 
 Il postmodernismo, la scuola di "pensiero" che proclamava "Non ci sono verità, solo interpretazioni" si è ampiamente svolto nell'assurdità, ma ha lasciato dietro di sé una generazione di accademici nelle discipline umanistiche disabilitati dalla loro sfiducia sull'idea stessa della verità e la loro mancanza di rispetto per le prove, accontentandosi di "conversazioni" in cui nessuno ha torto e nulla può essere confermato, affermato solo con qualsiasi stile tu possa raccogliere. 
 Dennett adottò e in qualche modo ridefinì il significato della parola "profondità" (originariamente coniato da Miriam Weizenbaum). Il termine sarebbe stato impiegato per affermazioni apparentemente forti, ma in realtà banali e insignificanti. Generalmente, "profondità" ha due (o più) significati: uno vero ma superficiale, e uno stupefacente, ma falso o privo di senso. Esempi sono "Que sera sera!" , "La bellezza è solo superficiale!" , "Il potere dell'intenzione può trasformare la tua vita".
Dennett si propone come critico del pensiero di Quine, anche se l'atteggiamento per il quale dovrebbe rendersi interprete e suggeritore di nuovi metodi di indagine scientifica rimane legato alla convinzione di quella che potrebbe considerarsi la base del pensiero di entrambi, ovvero l'idea che il filosofo dovrebbe fornire il materiale per testare eventuali teorie scientifiche e proporre modelli empirici. Comunque Dennett ha indotto Quine a rivedere le sue posizioni sul comportamentismo, qualificate troppo semplici e definite più come un "bel tentativo", piuttosto che un "buon espediente".
Dennett segue il filone di pensiero per cui i filosofi devono proporre soluzioni alle visioni empiriche degli scienziati e possono usare la loro capacità di pensare l'impensabile per definire quelli che sono i rapporti tra la teoria e la ricerca.
Ritiene, inoltre, che Socrate e Platone siano stati gli inventori della metacognizione autocosciente, una peculiarità del discorso filosofico che tende ad intrappolare i filosofi. Comunque il pensiero rappresentato dai filosofi dell'antichità ha il pregio di porsi sempre in modo critico rispetto alla realtà, e questa è una qualità che alimenta la formazione di una mente in grado di saper meglio comprendere le scelte che riguardano qualsiasi attività di critica o teoretica.

## Critiche
Secondo alcuni filosofi, in particolare John Searle, la presentazione di Dennett di fenomeni come la coscienza o il libero arbitrio esclude le proprietà determinanti di queste nozioni, come la soggettività o l'aspetto qualitativo delle esperienze coscienti. In questo modo perderebbe tempo a parlare di robot e biologia evolutiva mentre dovrebbe piuttosto affrontare il difficile problema della coscienza.
Un altro tipo di critica interessa in particolare la sua teoria dei sistemi intenzionali dove il cambio di prospettiva nell'interprete sembra cambiare il giudizio su ciò che può o non può essere considerato come un sistema intenzionale. Ora, certamente non vorremmo una situazione in cui lo stato di un sistema intenzionale cambierebbe ogni volta a seconda di chi c'è in giro, o perderemmo questo status noi stessi se fossimo osservati da esseri super-intelligenti capaci di fare a meno della strategia dell'interprete per prevedere il nostro comportamento. Al contrario, generalmente non trattiamo i termostati o bancomat come se avessero desideri o credenze, ma in alcune circostanze potrebbe essere utile supporre che il bancomat "riconosca" o "non riconosca" l'autenticità della mia moneta. Potrei ancora interpretare il mio termostato come se "credesse" che la temperatura fosse troppo bassa, che "desiderasse" che la temperatura raggiungesse i 20 °C e che quindi agisse in accordo con queste credenze e questi desideri in modo che la mia caldaia sta iniziando a riscaldare la mia casa. Tuttavia, non saremmo costretti, neppure in queste circostanze, a considerare queste macchine come sistemi realmente intenzionali.
Altri filosofi (Jerry Fodor, Fred Dretske, tra gli altri) sostengono che se la psicologia popolare si rivela così utile, è certamente perché deve fare riferimento a qualcosa di reale nella mente / nel cervello della persona o animale in questione. Contro Dennett, credono che il potere predittivo ed esplicativo degli stati mentali non possa essere compreso se sono considerati solo come il risultato dell'interpretazione di un osservatore esterno. È solo perché sono cause interne del comportamento umano o animale che la nostra conoscenza di questi stati deve consentirci di prevederlo o spiegarlo. Per questi pensatori, la psicologia popolare è quindi giustificata non solo per ragioni pratiche, ma anche perché rivela le vere cause interne del comportamento.

## Opere

### Opere tradotte in italiano
- Brainstorms. Saggi filosofici sulla mente e la psicologia, 1991, Adelphi
- L'Io della mente, 1992, Adelphi (coautore: Douglas Hofstadter)
- Contenuto e coscienza, 1992, Il Mulino (ISBN 8815037241)
- L'atteggiamento intenzionale, 1993, Il Mulino, (ISBN 8815041400)
- La mente, le menti, 2000, Biblioteca universale Rizzoli
- L'idea pericolosa di Darwin, 2004, Boringhieri, (ISBN 8833915611)
- L'evoluzione della libertà, 2004, Raffaello Cortina, (ISBN 8870788776)
- Dove nascono le idee, 2006, Di Renzo Editore, (ISBN 8883231392)
- Sweet Dreams. Illusioni filosofiche sulla coscienza, 2006, Raffaello Cortina
- Rompere l'incantesimo. La religione come fenomeno naturale, 2007, Raffaello Cortina
- Scienza e religione. Sono compatibili?, 2012, ETS, ISBN 8846732812, Coautore Plantiga Alvin
- Strumenti per pensare, 2014, Raffaello Cortina Editore, (ISBN 9788860306548)
- Dai batteri a Bach. Come evolve la mente, 2018, Raffaello Cortina Editore (ISBN 9788832850079)
- A ognuno quel che si merita, 2022, Raffaello Cortina Editore (ISBN 	9788832854022), Coautore Gregg D. Caruso
- Coscienza - Che cosa è, 2023, Raffaello Cortina Editore, (ISBN 	9788832855425)

### Opere in lingua inglese
- Brainstorms: Philosophical Essays on Mind and Psychology (MIT Press 1981) (ISBN 0-262-54037-1)
- Elbow Room: The Varieties of Free Will Worth Wanting (MIT Press 1984) (ISBN 0-262-04077-8)
- The Mind's I (Bantam, Reissue edition 1985, con Douglas Hofstadter) (ISBN 0-553-34584-2)
- Content and Consciousness (Routledge & Kegan Paul Books Ltd) (ISBN 0-7102-0846-4)
- The Intentional Stance (MIT Press) (ISBN 0-262-54053-3)
- Consciousness Explained (Back Bay Books 1992) (ISBN 0-316-18066-1)
- Darwin's Dangerous Idea: Evolution and the Meanings of Life (Simon & Schuster) (ISBN 0-684-82471-X)
- Kinds of Minds: Towards an Understanding of Consciousness (Basic Books 1997) (ISBN 0-465-07351-4)
- Brainchildren: Essays on Designing Minds (MIT Press 1998) (ISBN 0-262-04166-9)
- Freedom Evolves (Viking Press 2003) (ISBN 0-670-03186-0)
- Sweet Dreams: Philosophical Obstacles to a Science of Consciousness (Jean Nicod Lectures) (Bradford Books 2005) (ISBN 0-262-04225-8)
- Breaking the Spell: Religion as a Natural Phenomenon (Penguin Group 2006) (ISBN 0-670-03472-X)
- Neuroscience and Philosophy: Brain, Mind, and Language (Columbia University Press 2007) ISBN 978-0-231-14044-7, con Max Bennett, Peter Hacker, e John Searle
- Science and Religion (Oxford University Press 2010) ISBN 0-199-73842-4, con Alvin Plantinga
- Intuition Pumps And Other Tools for Thinking (W. W. Norton & Company – maggio 013) ISBN 0-393-08206-7
- Caught in the Pulpit: Leaving Belief Behind (Pitchstone Publishing — dicembre 2013) ISBN 978-1634310208 con Linda LaScola
- Inside Jokes: Using Humor to Reverse-Engineer the Mind (MIT Press – 2011) ISBN 978-0-262-01582-0, con Matthew M. Hurley e Reginald B. Adams, Jr.
- From Bacteria to Bach and Back: The Evolution of Minds, W. W. Norton & Company, 2017, ISBN 978-0-393-24207-2.
- I’ve Been Thinking, W. W. Norton & Company, 2023 ISBN 9780393868050